# Cerco do Forte Zeelândia
O Cerco do Forte Zeelândia (literalmente "A Invasão de Koxinga em Taiwan"), que ocorreu entre 1661 e 1662, acabou com o governo da Companhia Holandesa das Índias Orientais e deu início ao Reino de Tungning sobre a Ilha Formosa. O estudioso taiwanês Lu Chien-jung descreveu este acontecimento como "uma guerra que determinou o destino de Taiwan nos quatrocentos anos seguintes".

## Princípio

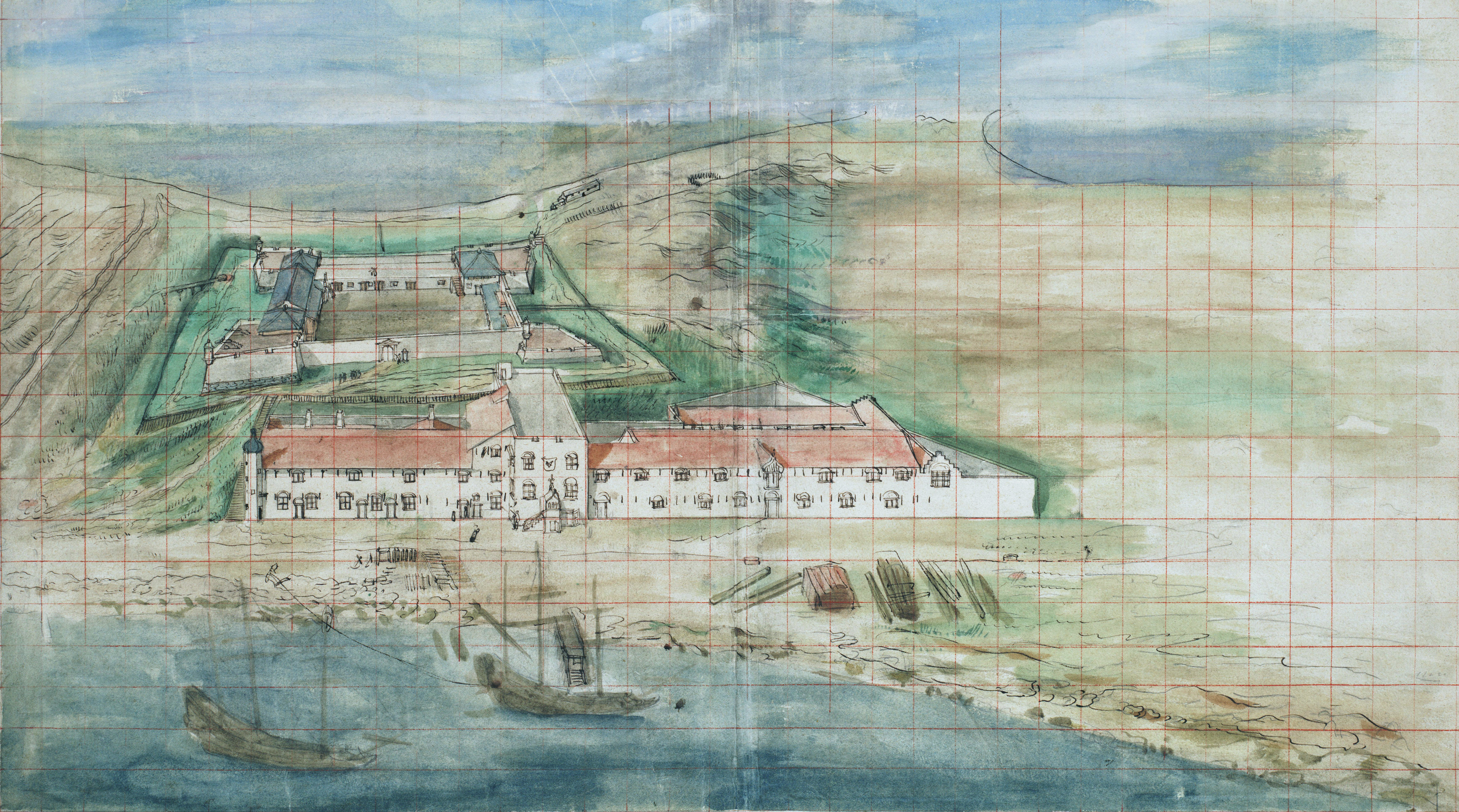
Pintura do Forte Zeelândia (Taiwan) em 1635 do The Hague National Bureau of Archives, Netherlands

No ano de 1659, após uma tentativa frustrada de capturar Nanquim, Koxinga, líder dos remanescentes leais a Ming, achou que a Dinastia Qing já havia consolidado a sua posição na China, e que suas tropas necessitavam de mais suprimentos e mão de obra. Ele começou ativamente a procurar um local adequado para sua base de operações, e logo um homem chinês chamado He Bin, que estava trabalhando para a Companhia das Índias Orientais Holandesas, em Taiwan, fugiu para a base de Koxinga em Xiamen e deu-lhe um mapa de Taiwan. Os holandeses tinham estabelecido um posto de combate em Tayoan, que consistia de dois fortes em 1632. O primeiro era O Forte Zeelândia, situado na entrada da baía de Tayoan, e considerado o principal povoado da holandês. O segundo era o Forte Provintia, também localizado na baía, porém, menos importante e de menor tamanho. Frederick Coyett, o governador de Taiwan para a Companhia das Índias Orientais Holandesas, estava estacionado no Forte Zeelândia com 1 800 homens, Valentyn seu subordinado estava no comando do Forte Provintia e sua guarnição era de 500 homens.

## O cerco

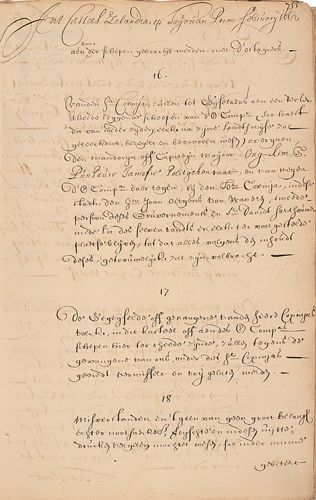
Tratado de paz de 1662, entre o governador holandês e Koxinga

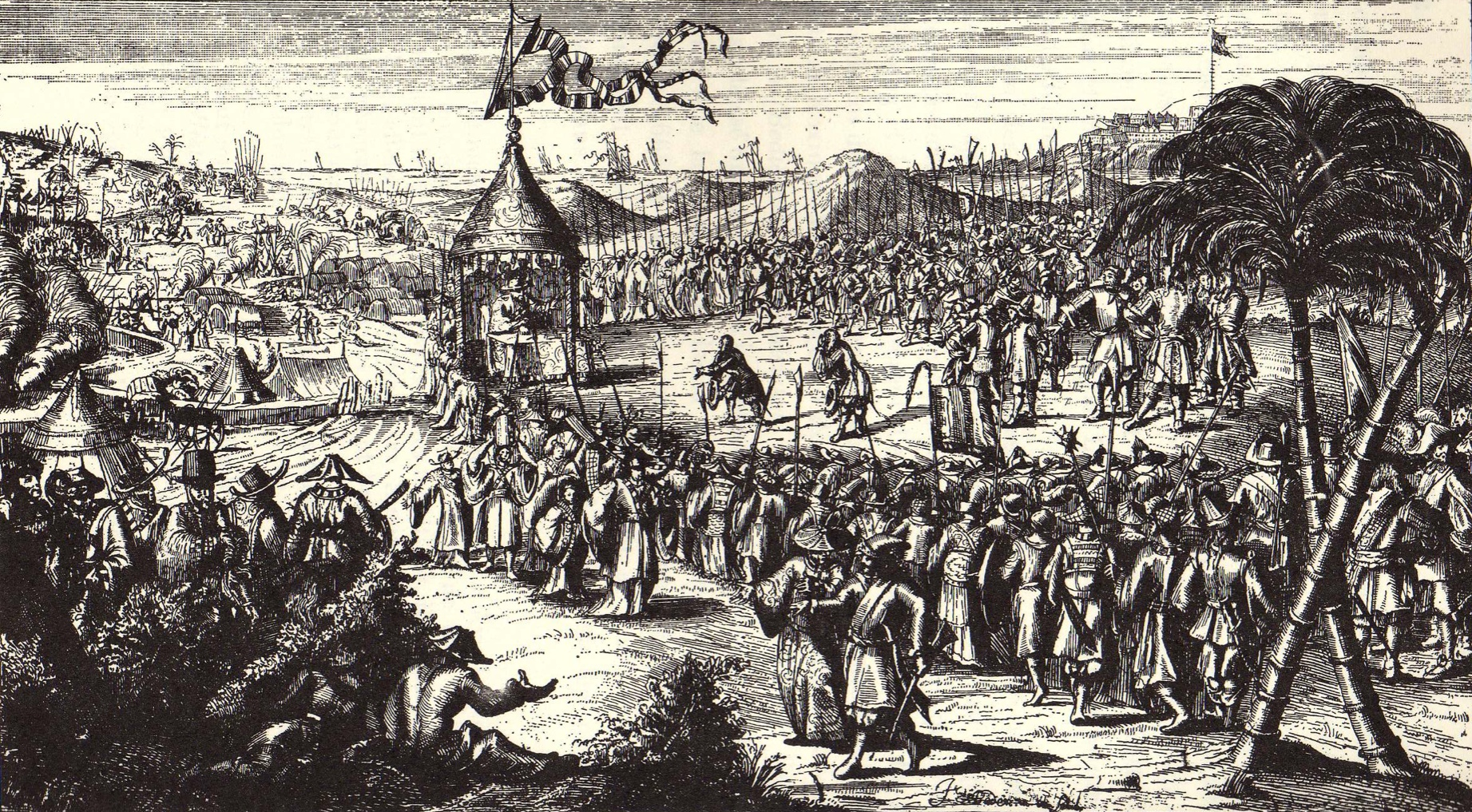
A rendição do Forte Zeelândia

Koxinga e sua frota zarparam de Kinmen em 23 de março de 1661. Sua frota era constituída por centenas de juncos e navios de diversos tamanhos, com cerca de 25 000 soldados e marinheiros a bordo. Eles chegaram em Pescadores no dia seguinte, deixaram uma guarnição lá, e partiram novamente em 30 de março. A frota chegou a Tayoan em 2 de abril e, depois de passar por águas desconhecidas dos holandeses, desembarcou em Luermen, na baía.
As forças de ataque imediatamente impuseram cerco ao Forte Provintia, pegando Valentyn despreparado, uma vez que o forte era supostamente protegido pelo Forte Zeelândia; enfrentando forças inimigas esmagadoras, Valentyn rendeu o forte em 4 de abril. Três dias após a captura do Forte Provintia, a tropa de Koxinga cercou o Forte Zeelândia e exigiu a rendição da guarnição, enviando Anthonius Hambroek (padre holandês), que tinha sido capturado pelas forças de Koxinga, como emissário para convencer a guarnição de resgate. Hambroek, no entanto, pediu para a guarnição resistir ao invés de render-se, e foi executado após seu retorno ao acampamento de Koxinga.
A frota de Koxinga então começou bombardeio maciço, e tropas em terra tentaram invadir o forte, mas foram repelidas com perdas consideráveis. Koxinga mudou sua estratégia e impôs um cerco o forte. Em 28 de maio, a notícia do Cerco atingiu Jakarta, e a Companhia das Índias Orientais Holandesas decidiu enviar uma frota de 10 navios e 700 marinheiros para socorrer o forte. A frota chegou em 5 de julho e teve alguns confrontos de pequena escala com uma frota Koxinga, logo em sua chegada.
Em 23 de julho, os dois lados iniciaram uma batalha assim que a frota holandesa tentou romper o bloqueio. Após um breve acordo, a frota holandesa foi forçada a recuar com dois navios afundados, três navios menores capturados, e cerca de uma centena de vítimas. Os holandeses tentaram romper o cerco novamente em outubro, mas foram derrotados pelo exército de Koxinga. Esta vitória, combinada com notícias de baixa moral entre a guarnição de mercenários alemães, convenceu Koxinga a lançar um ataque final em Dezembro.
Em 12 de janeiro de 1662, a frota de Koxinga começou outro bombardeio, enquanto as forças terrestres preparavam um ataque ao forte. Com suprimentos acabando e nenhum sinal de reforço, Coyett finalmente ordenou o hastear da bandeira branca e foram negociados os termos de rendição. A rendição foi concluída em 1 de fevereiro, e o pessoal restante da Companhia das Índias Orientais Holandesas deixou Taiwan em 17 de fevereiro. Todos os funcionários foram autorizados a levar consigo seus pertences pessoais, bem como disposições suficientes para que chegassem ao povoado holandês mais próximo.

## Consequências

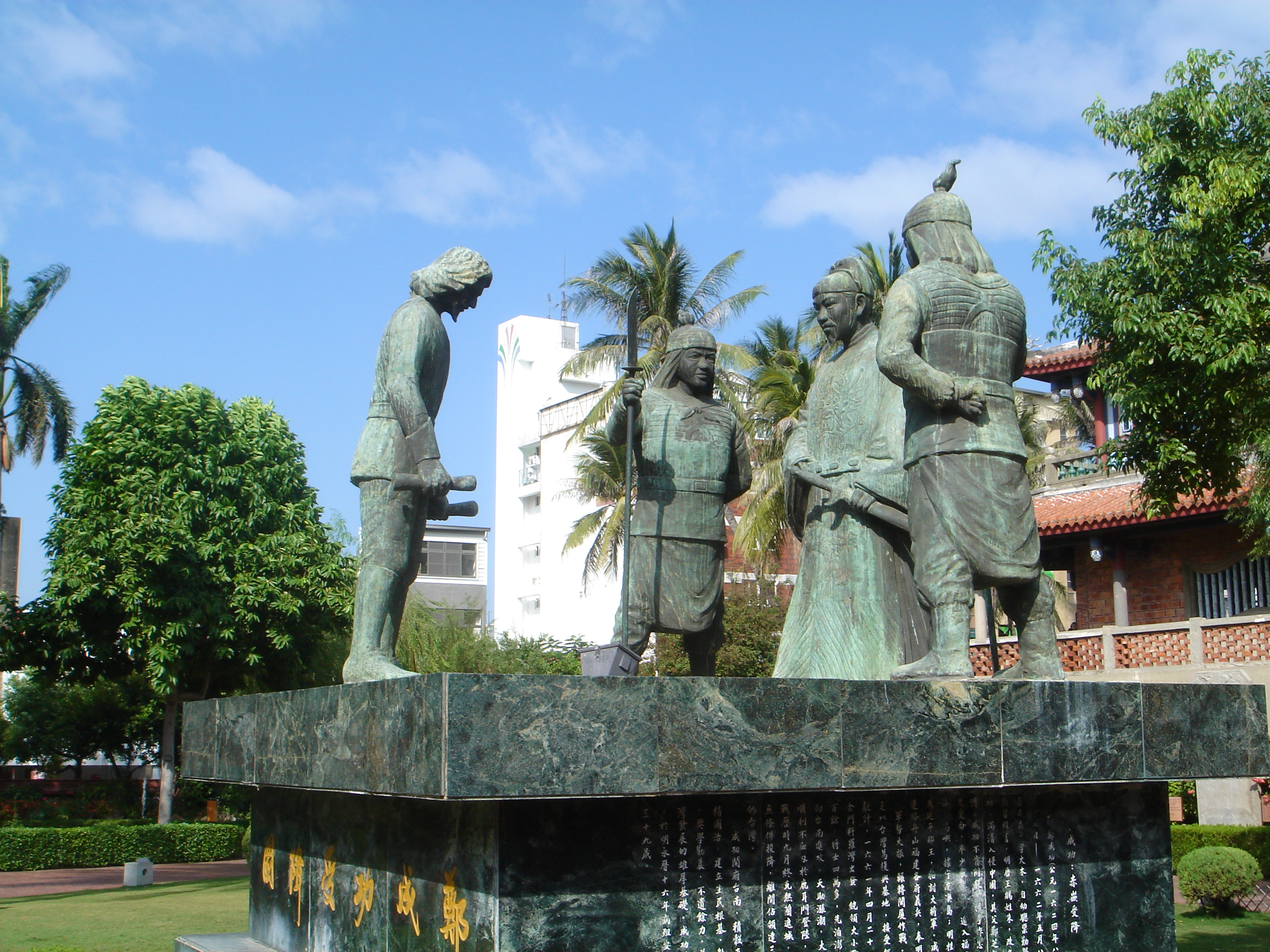
Estátuas de Koxinga e do emissário holandês.

Depois de chegar em Jacarta, Coyett foi obrigado a entregar seu cargo e foi exilado para as Ilhas Banda. Ele acabou sendo absolvido depois de um forte lobby de seus amigos e parentes. Ele publicou um livro chamado Neglected Formosa em 1675. No livro, ele defendeu suas ações em Taiwan e criticou a Companhia das Índias Orientais Holandesas por negligenciar seus pedidos de reforço.
Após a perda do posto em Tayoan, a Companhia das Índias Orientais Holandesas fez várias tentativas para recapturá-lo, e até formaram uma aliança com a Dinastia Qing para lutar contra a frota Koxinga's. Eles capturaram Keelung no norte de Taiwan, mas foram obrigados a abandoná-lo devido a dificuldades logísticas e porque a frota de Qing sofreu inúmeras derrotas nas mãos dos marinheiros veteranos de Koxinga.

## Influência cultural
A batalha foi retratada no filme Zheng Chenggong 1661, que terminou com a vitória de Koxinga sobre os holandeses. O título do filme em inglês é Sino-Dutch War 1661.